# Telebasis dominicana
Telebasis dominicana – gatunek ważki z rodziny łątkowatych (Coenagrionidae). Występuje na terenie Karaibów.